# ایستایی و میان‌ایستایی
ایستایی و میان‌ایستایی (به انگلیسی: Stadials and Interstadials) فازهایی هستند که دوره کواترنری یا ۲٫۶ میلیون سال گذشته را تقسیم می‌کنند. ایستایی‌ها (Stadials) دوره‌هایی با آب و هوای سردتر و میان‌ایستایی‌ها (interstadials) دوره‌هایی با آب و هوای گرم‌تر هستند.
به هر مرحله آب و هوای کواترنر، یک عدد مرحله ایزوتوپ دریایی (MIS) اختصاص داده شده است، که تناوب بین دماهای گرمتر و سردتر را توصیف می‌کند، همان‌طور که با داده‌های ایزوتوپ اکسیژن اندازه‌گیری می پ‌شود. ایستایی‌ها دارای اعداد MIS زوج و میان‌ایستایی‌ها دارای اعداد MIS فرد هستند. میان‌ایستایی هولوسن کنونی MIS 1 است و آخرین بیشینه یخبندان MIS 2 است.

## تمایز بین ایستایی‌ها و یخبندان‌ها
عموماً ایستایی‌ها هزار سال یا کمتر و میان‌ایستایی‌ها کمتر از ده هزار سال دوام می‌آورند و میان‌یخبندان‌ها بیش از ده هزار سال و یخبندان‌ها حدود صد هزار سال دوام می‌آورند. برای اینکه دوره‌ای میان‌یخبندان در نظر گرفته شود، از قطب شمال تا زیر قطب شمال به سمت شرایط شمالی تا معتدل تغییر می‌کند و دوباره برمی‌گردد. یک میان‌ایستایی تنها به مرحله پوشش گیاهی شمالی می‌رسد.
میان‌ایستایی MIS 1 کل یخبندان میانی هولوسن کنونی را دربر می‌گیرد، اما یخبندان ویسکانسین MIS 2، ۳ و ۴ را دربر می‌گیرد.